# Grammaire slovène
La grammaire slovène est l'étude de la morphologie et de la syntaxe de la langue slovène.

## Nombres grammaticaux
Il y a quatre types de flexion liés au nombre grammatical en slovène. Le futur sera utilisé pour démontrer son utilisation. Le futur se forme avec le verbe "être" au futur plus le participe en "l" du verbe. Par exemple, un tableau présentant la conjugaison de "je verrai" ("Jaz bom videl") présentant le "il" ("on") et "elle" ("ona") peut s'écrire:
| Singulier     | Duel (Semi)                  | Pluriel             |
| ------------- | ---------------------------- | ------------------- |
| Je verrai     | Nous verrons (tous les deux) | Nous verrons (tous) |
| Tu verras     | Vous verrez (tous les deux)  | Vous verrez (tous)  |
| Il/elle verra | Ils verront (tous les deux)  | Ils verront (tous)  |

peut être traduit par:
| Singulier avec les genres M/F | Duel avec les genres M/F                | Pluriel avec les genres M/F     |
| ----------------------------- | --------------------------------------- | ------------------------------- |
| Jaz bom videl/Jaz bom videla  | Midva bova videla/Midve bova videli     | Mi bomo videli/Me bomo videle   |
| Ti boš videl/Ti boš videla    | Vidva bosta videla/Vidve bosta videli   | Vi boste videli/Ve boste videle |
| On bo videl/Ona bo videla     | Onadva bosta videla/Onidve bosta videli | Oni bodo videli/One bodo videle |

Le slovène n'a pas que le singulier et le pluriel, mais possède aussi le duel, soit trois nombres. Le duel est utilisé quand il y a exactement deux objets (sauf pour les paires naturelles, tels que les pantalons, les yeux, où le pluriel est utilisé). Le duel, quand il y a ambiguïté entre duel et pluriel, peut se rendre dans d'autres langues de différentes façons. Le duel est une caractéristique du proto-slave qui s'est maintenue en slovène. Un exemple de duel serait "onadva sta" ("ils sont tous les deux") ce qui fait référence à deux sujets ou objets de genre masculin (ou un masculin et un féminin) ou "onidve sta" ("elles sont toutes les deux") qui fait référence à la même chose, mais au féminin. Cependant "oni so" ("Ils sont tous") fait référence à trois sujets ou plus au genre masculin tandis que "one so" ("elles sont toutes") fait de même mais au féminin. 
- Bil je lep jesenski dan. Odšla sva v park. Usedla sva se na klopco in se pogovarjala. Lepo nama je bilo.
  - C'était un jour d'automne agréable. Nous sommes tous deux allés au parc. Nous nous sommes (encore "tous les deux") assis sur un banc et avons parlé. C'était agréable.
- Bil je lep jesenski dan. Odšli smo v park. Usedli smo se na klopco in se pogovarjali. Lepo nam je bilo.
  - C'était un jour d'automne agréable. Nous sommes allés au parc. Nous nous sommes assis sur un banc et parlé. C'était un moment agréable.

La première phrase est au duel et la deuxième au pluriel. Au moins pour les jeunes Slovènes, l'utilisation du duel n'a aucun affect intimiste. L'utilisation du pluriel pour dénoter deux entités ne formant pas une paire naturella est grammaticalement incorrecte, mais de plus en plus fréquente. De plus, toujours au moins pour les plus jeunes, la bonne utilisation du duel ne donnera pas pour autant une atmosphère plus romantique au texte.

## Noms
En slovène, les noms prennent la marque du cas et du nombre. Il y a six cas (nominatif, génitif, datif, accusatif, locatif et instrumental) et 3 nombres (singulier, duel et pluriel). Les noms slovènes se divisent en trois genres (masculin, féminin et neutre). Chaque genre a un modèle de déclinaison différent ce qui donne un total de dix déclinaisons.

## Verbes
En slovène, les verbes se conjuguent pour trois personnes et trois nombres. Il y a quatre temps (présent, passé, plus-que-parfait et futur), 3 modes (indicatif, impératif et conditionnel) et deux voix (active et passive). Les verbes ont aussi quatre participes et deux noms verbaux (infinitif et supin). Mais toutes ces combinaisons ne sont pas possibles dans tous les cas.

### Gérondif
Le gérondif est une forme verbale désignant une action ou un état. Les terminaisons standard du slovène sont -anje ou -enje:
- usklajevati → usklajevanje (harmoniser → en harmonisant)
- pisati → pisanje (écrire → en écrivant)
- goreti → gorenje (brûler → en brûlant)
- saditi → sajenje (planter (directement dans le sol) → en plantant)
- sejati → sejanje (planter (en jetant les graines) → en plantant)

Par exemple :
- Pisanje ni naravno: potrebno se ga je priučiti. (Écrire n'est pas naturel : cela doit être appris.)
- Ob visokih temperaturah gašenje ognja ni enostavno. (À haute température, éteindre un feu n'est pas facile.)
- Brenčanje mrčesa me spravlja ob živce! (Le bourdonnement des insectes me rend fou !)

Il est à noter l'emploi du gérondif là où un Français emploierait un infinitif.

## Adjectifs
Un adjectif exprime trois idées principales : la qualité (adjectifs qualificatifs, kakovostni pridevniki), relation (adjectifs relationnels, vrstni pridevniki) et la possession (adjectifs possessifs, svojilni pridevniki). Les adjectifs slovènes peuvent avoir trois fonctions : attributs gauches (levi prilastek), articles prédicats (povedkovo določilo) et attributs prédicats (povedkov prilastek). La majorité des adjectifs sont du premier genre (qualificatifs). Ceux-ci expriment la qualité et la propriété des noms personnels et impersonnels.

## Adverbes
Les adverbes en slovène sont toujours identique au neutre singulier d'un adjectif donné s'ils en sont dérivés.
1. "Dan je bil lep." (La journée était agréable.) - adjectif masculin
2. "Bilo je lepo." (C'était agréable.) - adjectif neutre

- "Imeli smo se lepo." (littéralement, "Nous avions agréablement.", le sens est 'Nous avons passé un agréable moment.')
- "Govorili so lepo." (Ils parlaient gentiment.)

Les autres types d'adverbe sont dérivés de noms (doma (à la maison), jeseni (en automne)), de constructions prépositionnelles  (naglas (è haute voix), pozimi (en hiver), potem (alors)), de verbes nevede (inconsciemment), skrivoma (secrètement), ou de nombres.
À la base, il y a quatre types d'adverbes : adverbes de temps (danes (aujourd'hui), večno (perpétuellement)), adverbes de lieu (domov (vers la maison)), adverbes de manière (grdo (laidement), povsem (entièrement)) et adverbes de cause et de raison (nalašč (exprès)).
Les adverbes sont, comme les adjectifs, graduables.
- To je storil natančno. (Il a fait cela soigneusement.)
  - Naslednjič pa še natančneje. (La fois suivant il l'a cependant fait plus soigneusement.)

## Interjections
Une interjection est une catégorie de mot invariable, permettant au sujet parlant, l'énonciateur, d'exprimer une émotion spontanée.
- Uf, končno smo na vrhu. (Ouf, nous sommes enfin en haut.)
- Petelin zapoje kikiriki. (Un coq chante cocorico.)
- Mojbog, kaj še vedno klamfaš neumnosti? (Mon dieu, dis-tu toujours des bêtises?)
- Čira čara, in zajec bo izginil. (Abracadabra, et le lapin disparait.)
- Torej, kaj porečeš na to? (Alors, que répond tu à cela?)
- Brr, kako mraz je. (Brr, il fait froid.)
- Oj (ou Hej), ti človek tam zadaj: kako ti je ime? (Hé, vous là : comment vous appelez-vous?)
- O ne!. (Oh non!)
- No, pa adijo! (Bien, alors au revoir!)
- Ne bev ne mev niso rekli. (Ils n'ont rien dit du tout.)
- Šššš ! (Chut !)

Cependant, les interjections peuvent se décliner même si le mot reste le même, une telle utilisation appelle à une catégorie grammaticale différente (partie du discours), étant fréquemment des noms.

## Syntaxe

### Utilisation des cas
Le nominatif définit le sujet de la phrase; les autres cas définissent un objet direct ou indirect.
| Cas          | Slovène (Semi)                         | Français                                               |
| ------------ | -------------------------------------- | ------------------------------------------------------ |
| Nominatif    | Moj stol je v sobi                     | Ma chaise est dans la pièce                            |
| Génitif      | Mojega stola ni v sobi                 | Ma chaise n'est pas dans la pièce                      |
| Génitif      | Košček papirja mi je ostal v dlani     | Un morceau de papier est restée dans ma paume          |
| Génitif      | Tipkovnica računalnika je vhodna enota | Le clavier d'un ordinateur est un dispositif de saisie |
| Datif        | Beraču je dal denar                    | Il a donné de l'argent à un mendiant                   |
| Accusatif    | Vidim zvezde                           | Je vois les étoiles                                    |
| Locatif      | Mnogo je rečenega o novem sodniku      | On parle beaucoup du nouveau juge                      |
| Instrumental | Na sprehod grem s svojim psom          | Je fais une promenade avec mon chien                   |

### Phrase

#### Constituants
Dans une phrase, il ne peut y avoir que quatre constituants, dont l'ordre est rarement crucial :
- sujet (osebek) + prédicat (povedek) + objet (predmet) + adverbe (prislovno določilo).

En changeant l'ordre, l'accentuation est modifiées. Ce changement peut aussi servir pour créer un aspect poétique, car l'inversion est commune en poésie.

#### Préposition indépendante
- Včeraj sem šel domov. (Je suis allé à la maison la nuit dernière.) (ou La nuit dernière (Je) suis allé à la maison.)
- Danes prihajam domov. (Je rentre à la maison aujourd'hui.)
- Jutri bom šel od doma. (Je pars de chez moi demain.)

#### Phrase composée
- Res me veseli, da si prišel. (Je suis vraiment heureux que vous soyez venus.)
- Da – tako je bilo, kakor praviš! (Oui – c'était comme tu as dit !)

#### Phrase incomplète
Il s'agit de phrases sans prédicat.
- Rana ura, zlata ura. (Être tôt au lit et tôt debout rend un homme sain, riche et sage; l'avenir appartient à ceux qui se lèvent tôt (littéralement Première heure, heure d'or))

#### Phrase insérée
- V tistih časih – bil sem še mlad in sem od sveta veliko pričakoval – sem lepega večera srečal starega berača in… (À cette époque – j'étais encore jeune et j'attendais beaucoup du monde – j'ai rencontré un vieux mendiant un soir et…)

#### Phrase d'accompagnement et discours direct
- "Dobro jutro," je rekla Lojza. ("Bonjour," a dit Aloysine.)
- Lojza je rekla: "Dobro jutro." (Aloysine a dit, "Bonjour.")
- – Dobro jutro. ("Bonjour.")

## Ponctuation
Les marques de ponctuation dénotent le ton, les pauses, le type syntaxique de la phrase, les abréviations, et cetera.
Les marques de ponctuation utilisées en slovène sont : le point (.), le point d'interrogation (?), le point d'exclamation (!), la virgule (, ), le point-virgule (;), les deux-points (:), tiret (–), le trait d'union (-), les points de suspension (…), différents types de virgules inversées et les guillemets ("", '', ‚‘, „“, »«), les parenthèses ((), [], {}), ainsi que les apostrophes (',’), la barre oblique (/), le signe égal (=), etc.

## Compléments